# Cladoselache
Cladoselache var släkte utdöd hajar av devon perioden, hajarhade sparsamt antal hudtänder, hudtänder som fungerar som skydd, förstärkning av muskelfästen och minskad friktion mot vattnet.